# Zoarces fedorovi
Zoarces fedorovi är en fiskart som beskrevs av Chereshnev, Nazarkin och Chegodaeva 2007. Zoarces fedorovi ingår i släktet Zoarces och familjen tånglakefiskar. Inga underarter finns listade i Catalogue of Life.